# جان له‌کامپت
جان له‌کامپت (انگلیسی: John LeCompt؛ زادهٔ ۱۰ مارس ۱۹۷۳) گیتارنواز اهل ایالات متحده آمریکا است.